# Ska-rock
Le ska-rock est un style de musique mélangeant les rythmes ska et rock. Il est souvent apparenté au ska punk, les groupes de punk rock se définissant souvent comme des groupes de ska punk.

## Groupes emblématiques
Incontestablement, les porte-drapeaux de ce style de musique en Europe sont les membres du groupe espagnol Ska-P qui ont fait parler d'eux en France en 1997 lors de la sortie du titre "Cannabis (chanson)|Cannabis". Ce titre prône la libéralisation du cannabis et dénonce une certaine hypocrisie des pouvoirs publics à ce sujet. En France, le mouvement a été surtout porté par le groupe nordiste marcel et son orchestre dont les concerts s'apparentent à de véritables carnavals. Ce groupe dont la carrière s'est arrêté fin 2012, aura inspiré de très nombreuses nouvelles formations sur l'ensemble du territoire français.

### En France
- Le Pélican Frisé
- Les Caméléons
- Los Tres Puntos
- Alerte Rouge
- Marcel et son Orchestre
- Whiskybaba
- N&SK (Nomades & Skaetera)
- Stevo's Teen
- La Ruda
- Big Mama
- Sangria Gratuite
- Verskavis

### En Espagne
- Ska-P
- The Locos

### Autres pays
- Leningrad (Russie)
- Madness (Angleterre)
- Pouffy Poup (Suisse)
- NOFX
- Skarbone 14 (Belgique)
- Wanima (Japon)